# Asediul de la Waco
Asediul de la „Mount Carmel”, cunoscut de asemenea și ca Asediul de la Waco (cu toate că orașul se află la o distanță de 14 km de locul tragediei) a avut loc între 28 februarie și 19 aprilie 1993 asupra Centrului Mount Carmel care aparținea sectei davidienilor (Branch Davidians).

## Confruntarea
Branch Davidians, s-a separat în 1955 de Biserica Adventistă de Ziua a Șaptea, începând cu 1988 grupul a fost condus de către David Koresh. Secta și-a aflat sediul în Mount Carmel Center, comitatul Elk, Texas, la 14 km la est-nord-est de Waco. Grupul a fost suspectat de încălcări cu privire la deținerea armelor, fiind obținută în acest sens efectuarea unei percheziții de către Biroul federal de alcool, tutun și arme de foc (ATF). 
Incidentul a început atunci când ATF a încercat să efectueze un raid asupra fermei. S-a dat o luptă armată intensă, rezultând în moartea a patru agenți și șase membri ai Branch Davidians. După eșecul raidului ATF, un asediu a fost inițiat de către Biroul Federal de Investigații (FBI), impasul a durat 51 de zile. În cele din urmă, FBI-ul a lansat un atac inițiat cu ajutorul gazelor lacrimogene (CS dizolvat în diclormetan) într-o încercare de a forța membrii sectei să părăsească ferma. În timpul atacului, un incendiu a cuprins Centrul și drept urmare 76 de bărbați, femei și copii, inclusiv și David Koresh au murit.

## Controverse
Multe disputate rămân evenimentele reale ale asediului. A urmat o controversă pe marginea originii incendiului, o investigație guvernamentală a concluzionat în 2000 că însăși membrii sectei au produs incendiul, autoincendiându-se. Evenimentele de la Waco au fost citate ca motivația principală pentru făptașii atentatului de la Oklahoma City, care a avut loc exact doi ani mai târziu.